# Charles de Montesson (1608-1672)
Pour les articles homonymes, voir Charles de Montesson.
Charles de Montesson, « comte » de Montesson, chevalier seigneur du dit lieu, Bais, Champgenesteux, le Beschère, la Roche-Pichemer, Brée, la Courbe, Huellière, la Touche, l'Ardellière, Courteheuse, la Bessierre, le grand Montchauveau, la Motte-Guitet et les Bordeaux, est un militaire français, lieutenant général des armées de sa Majesté et de l'artillerie de marine, capitaine de cent chevau-légers.

## Biographie
Fils de René de Montesson et de Renée des Rotours, baptisé à Bais en 1608, lieutenant de la compagnie des chevau-légers de Vendôme.
Il se rend acquéreur du château de la Roche-Pichemer le 22 mai 1645 de René du Plessis, mari de Catherine Lamy, et son frère Marin du Plessis.
Il est maréchal de camp le 3 décembre 1651. Il est gouverneur des ville et château de Bourg-sur-Mer par provision du 15 juillet 1653, lieutenant général le 8 octobre 1656. Il fut pris à la prise des châteaux de Varas et de Novy, 1657, au ravitaillement de Valence, à la prise de Mortare, 1658.
Henri François Groignet,  marquis de Vassé, baron de la Roche Mabille, vidame du Mans, vendit en 1664 au comte de Montesson, seigneur de la Beschère et de la Roche-Pichemer, les terres de la Courbe, de Brée et de Trancalou.
En 1674, il leva à ses frais un régiment pour le service du roi. Il avait épousé, par contrat devant Lainé, notaire à Paris, le 24 juin 1636, Marie Prevost de Saint-Cyr, dont :
1. Guy, époux de Charlotte-Elisabeth de Chastillon dont il n'eut qu'une fille, morte en bas âge. Il fut tué à Argenton, en Poitou, 1672 ;
2. Jean-Baptiste ;
3. Marie, femme d'Alexandre, marquis d'Aché.

Jean-Baptiste Colbert lui consacre cette note : « Comte sans comté ; ancien et bon nom ; 25 000# de rente, a servi sous M. de Vendôme et dans ses intérêts ; est estimé violent et les paysans s'en plaignent ; a deux enfants, dont le cadet a fait le voyage de Hongrie. ». Il fut enterré dans l'église de Bais le 29 avril 1672.

## Source
- Abbé Angot, « Saint-Gervais et Saint-Protais de Brée, monographie paroissiale », 1884  ;
- « Charles de Montesson (1608-1672) », dans Alphonse-Victor Angot et Ferdinand Gaugain, Dictionnaire historique, topographique et biographique de la Mayenne, Laval, A. Goupil, 1900-1910 [détail des éditions] (BNF 34106789, présentation en ligne)